# Kuvklaken
Kuvklaken (norwegisch für Buckliger Eisklumpen) ist eine Eiskuppel an der Prinzessin-Astrid-Küste des ostantarktischen Königin-Maud-Lands. Sie liegt inmitten des Nivlisen nördlich der Schirmacher-Oase.
Wissenschaftler des Norwegischen Polarinstituts benannten sie 1973.